# Vessel (estrutura)
Vessel (TKA) é uma estrutura e ponto de referência que foi construído como parte do Hudson Yards Redevelopment Project em Manhattan, Nova York. A construção começou em abril de 2017; foi inaugurado em 15 de março de 2019.
Projetado pelo designer britânico Thomas Heatherwick, a elaborada estrutura em forma de favo de mel tem 16 andares e consiste em 154 lances de escadas, 2.500 degraus e 80 patamares para os visitantes subirem. O Vessel é a principal característica da praça pública Hudson Yards de 20.000 m2. Financiado por empresas relacionadas ao desenvolvimento de Hudson Yards, seu custo final alcançou US$ 200 milhões.
O nome da estrutura é um título de trabalho, anotado na abreviação de TKA, que significa Temporarily Known As ou "Conhecido temporariamente como" em português. Os proprietários da estrutura solicitaram ao público um nome formal e um site dedicado a nomeá-lo. Um dos nomes mais discutidos nas mídias sociais foi "Shawarma", que é uma refeição originada do Oriente Médio que tem a forma de um cone semelhante à estrutura e que é popularmente vendida em carrinhos de rua.

## Descrição
Vessel é uma estrutura de 16 andares e 46 m de altura com escadas conectadas entre os patamares do edifício. Está localizado na praça pública de Hudson Yards de 20.000 m2. Projetado por Thomas Heatherwick, Vessel tem 154 lances de escadas, 2.500 degraus e 80 patamares que se estendem desde sua base de 15 metros até o ápice de 46 metros (fazendo dele tão alto quanto largo no ápice). A estrutura também possui rampas e elevador para cumprir a Lei dos Americanos com Deficiência, de 1990. Stephen Ross, CEO das Empresas Relacionadas ao desenvolvimento da Hudson Yards, disse que seu formato incomum pretendia fazer a estrutura se destacar como uma "árvore de Natal de 12 meses". Os degraus revestidos de cobre, dispostos como um trepa-trepa e modelados com os degraus indianos, podem acomodar 1.000 pessoas por vez. Heatherwick disse que pretende que os visitantes escalem e explorem a estrutura como se fosse um trepa-trepa. No topo da estrutura, os visitantes podem ver o rio Hudson.

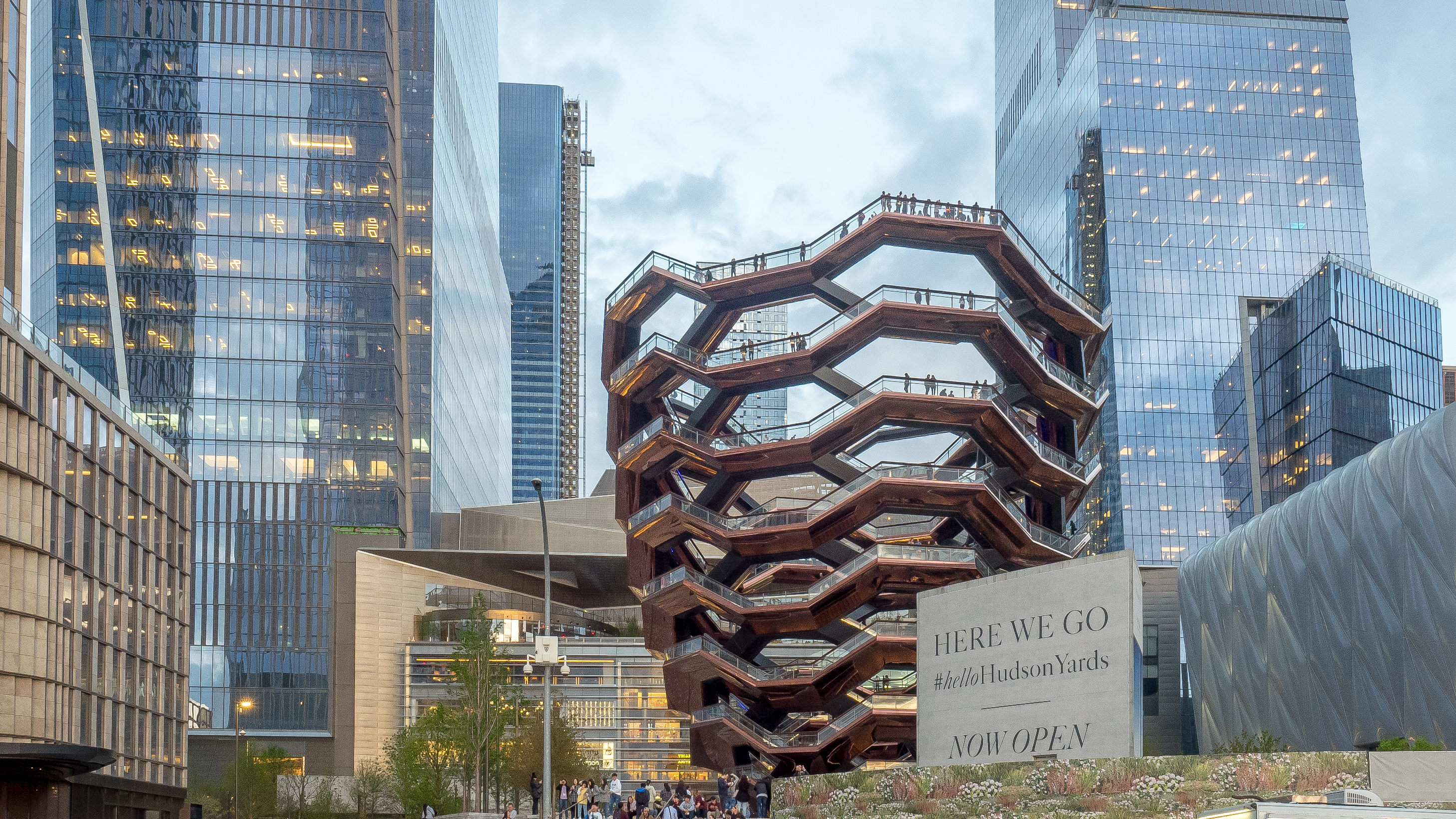
Vista da 11ª avenida em 2019

O navio foi projetado em conjunto com a Praça Pública Hudson Yards, projetada por Thomas Woltz. A praça pública anexa de 2 hectares possui 28.000 plantas e 225 árvores, localizada na plataforma sobre a qual a Hudson Yards é construída. A entrada sudeste também deve conter uma fonte. Um "jardim de entrada 'sazonalmente expressivo'" é destinado à entrada do metrô da estação da 34th Street-Hudson Yards na 33rd Street. A praça também foi projetada para conectar o passeio da High Line.
Embora o Vessel tivesse originalmente custado US$ 75 milhões, as projeções foram revistas posteriormente para algo entre US$ 150 e US $ 200 milhões. Heatherwick atribuiu o aumento considerável do preço à complexidade da construção das peças de aço. As peças da estrutura foram montadas na comuna de Monfalcone na Itália. Navios transportaram as seções da escultura para as docas do rio Hudson.
Foi planejado que "Vessel" seria o nome temporário da estrutura durante a construção e que um nome permanente seria determinado posteriormente. Após a abertura, Hudson Yards solicitou ao público que desse um nome formal, criando um site dedicado a esse efeito.

## História

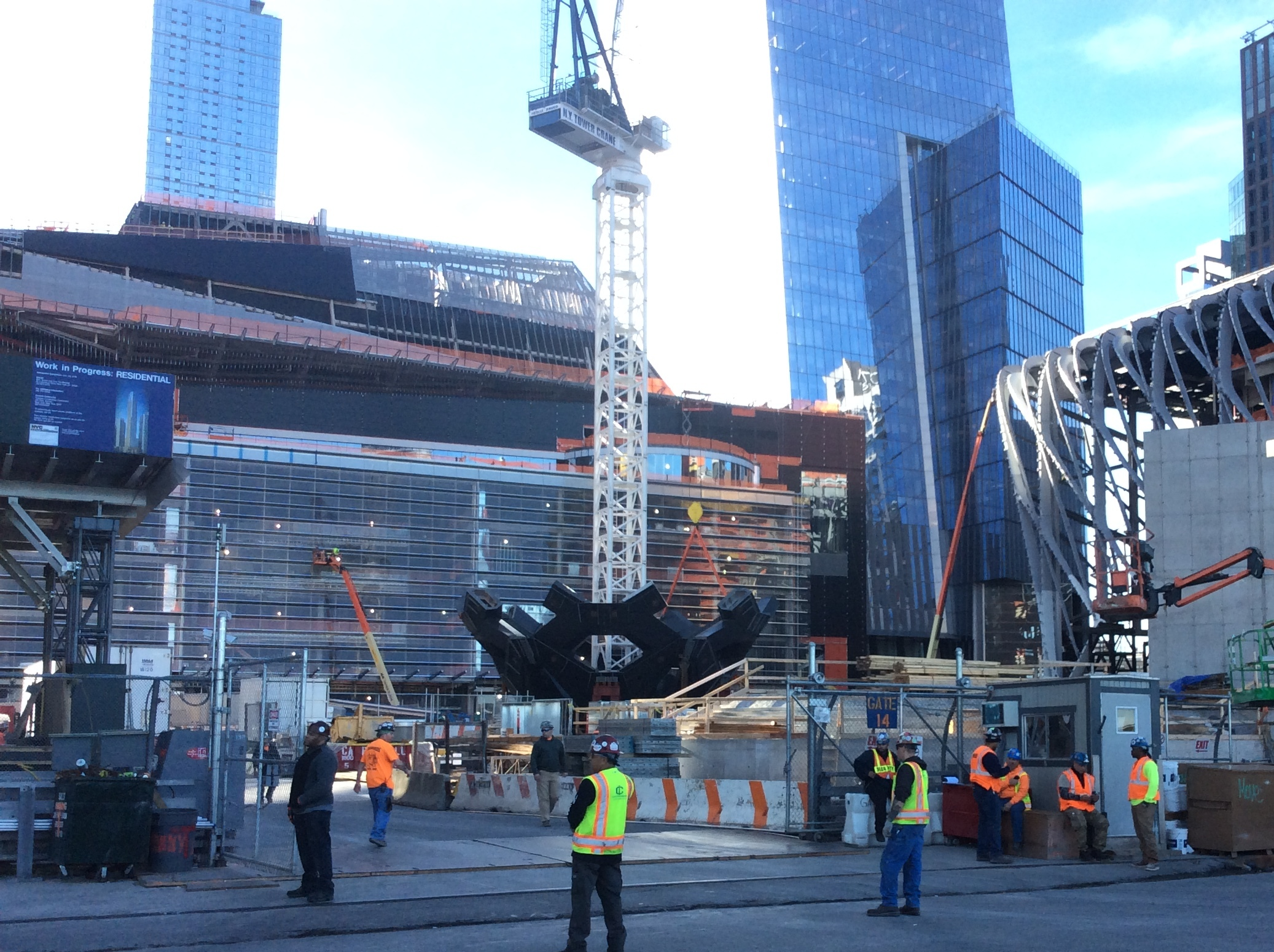
Início da construção em 2017.

Em uma entrevista à revista Fortune, Ross disse que "queria encomendar algo transformacional, monumental", o que levou ao conceito de Vessel. Ross estava olhando para cinco artistas conhecidos por projetar praças semelhantes, e depois pediu a eles propostas em profundidade. Ele rejeitou todos os planos, quando um colega apresentou Ross a Heatherwick. Seis semanas depois que conversaram, Ross aceitou a proposta de Heatherwick imediatamente porque "tinha tudo o que eu queria". Em uma entrevista ao site Designboom, Heatherwick disse que seu design para Vessel se originou de uma experiência de infância quando "se apaixonou por um velho lance de escadas de madeira descartado fora de um canteiro de obras local". A mídia informou pela primeira vez o comissionamento de Heatherwick em outubro de 2013.
O conceito de Vessel foi revelado ao público em 14 de setembro de 2016, em um evento com a participação de centenas de pessoas, incluindo o prefeito da cidade de Nova York, Bill de Blasio. Apresentado por Anderson Cooper, o evento contou com uma performance do Alvin Ailey American Dance Theater.
Em abril de 2017, a primeira grande peça da escultura foi instalada no Hudson Yards. A construção começou em 18 de abril com a instalação das 10 primeiras peças da estrutura de 75 peças. Foi projetado para ser concluído na primavera de 2019, com as outras 65 peças chegando em cinco lotes. A estrutura foi concluída em dezembro de 2017. Em outubro de 2018, foi anunciado que a abertura estava prevista para 15 de março de 2019 e que os ingressos para entrar na estrutura ficariam disponíveis em fevereiro. Em janeiro de 2019, os funcionários da Hudson Yards estavam solicitando sugestões públicas para renomear Vessel. Embora a estrutura não tivesse nome oficial, o site da Hudson Yards a chamou de "Escadaria da Hudson Yards". A abertura oficial como prevista aconteceu em 15 de março de 2019.

### Controvérsias
O Vessel foi criticado pelas políticas de foto associadas no momento de sua abertura. A Hudson Yards, proprietária da estrutura, reivindicou a propriedade de todas as fotos e vídeos tirados de Vessel e reservou-se ao direito de usar quaisquer fotos ou vídeos tirados para fins comerciais sem pagar taxas de royalties. Esse uso privilegiado de fotos e vídeos da Hudson Yards, uma empresa privada, foi criticado porque a Hudson Yards se beneficiou de US$ 4,5 bilhões em receita tributária. Depois que surgiram críticas sobre a política de direitos autorais da Vessel, a Hudson Yards modificou a política para que os visitantes tivessem a propriedade de fotos da estrutura.
Depois que o Vessel foi inaugurado, os críticos escreveram que ele era praticamente inacessível para cadeirantes. Conforme construído, o Vessel consistia principalmente em escadas, com apenas um único elevador para conectar um dos conjuntos de patamares. Por causa disso, grupos de defesa dos direitos dos deficientes protestaram fora da estrutura. O Departamento de Justiça dos Estados Unidos entrou com uma queixa alegando que, devido ao número de pousos separados dentro do Vessel, a maior parte da estrutura não estava em conformidade com a Lei dos Americanos com Deficiências, exceto para as partes diretamente fora do elevador. Além disso, as paradas de elevador no quinto e sétimo andares às vezes eram omitidas devido a preocupações de superlotação. Em dezembro de 2019, as empresas relacionadas a operadora de embarcações ERY Vessel LLC chegaram a um acordo com o Departamento de Justiça para aumentar a acessibilidade à estrutura adicionando elevadores para cadeiras de rodas e mantendo o acesso por elevador em todos os níveis.

### Incidentes
Em 1º de fevereiro de 2020, um homem de 19 anos saltou do sexto andar da estrutura e morreu posteriormente; a mídia relatou este como o primeiro incidente envolvendo o Vessel. Em 22 de dezembro de 2020, uma mulher de 24 anos saltou do topo da estrutura e também morreu. Uma terceira fatalidade ocorreu menos de um mês depois, em 11 de janeiro de 2021, quando um turista de 21 anos saltou do Vessel. Após a terceira morte, a estrutura foi fechada indefinidamente enquanto as empresas relacionadas consultavam especialistas sobre uma estratégia para prevenir futuros suicídios.

## Recepção crítica

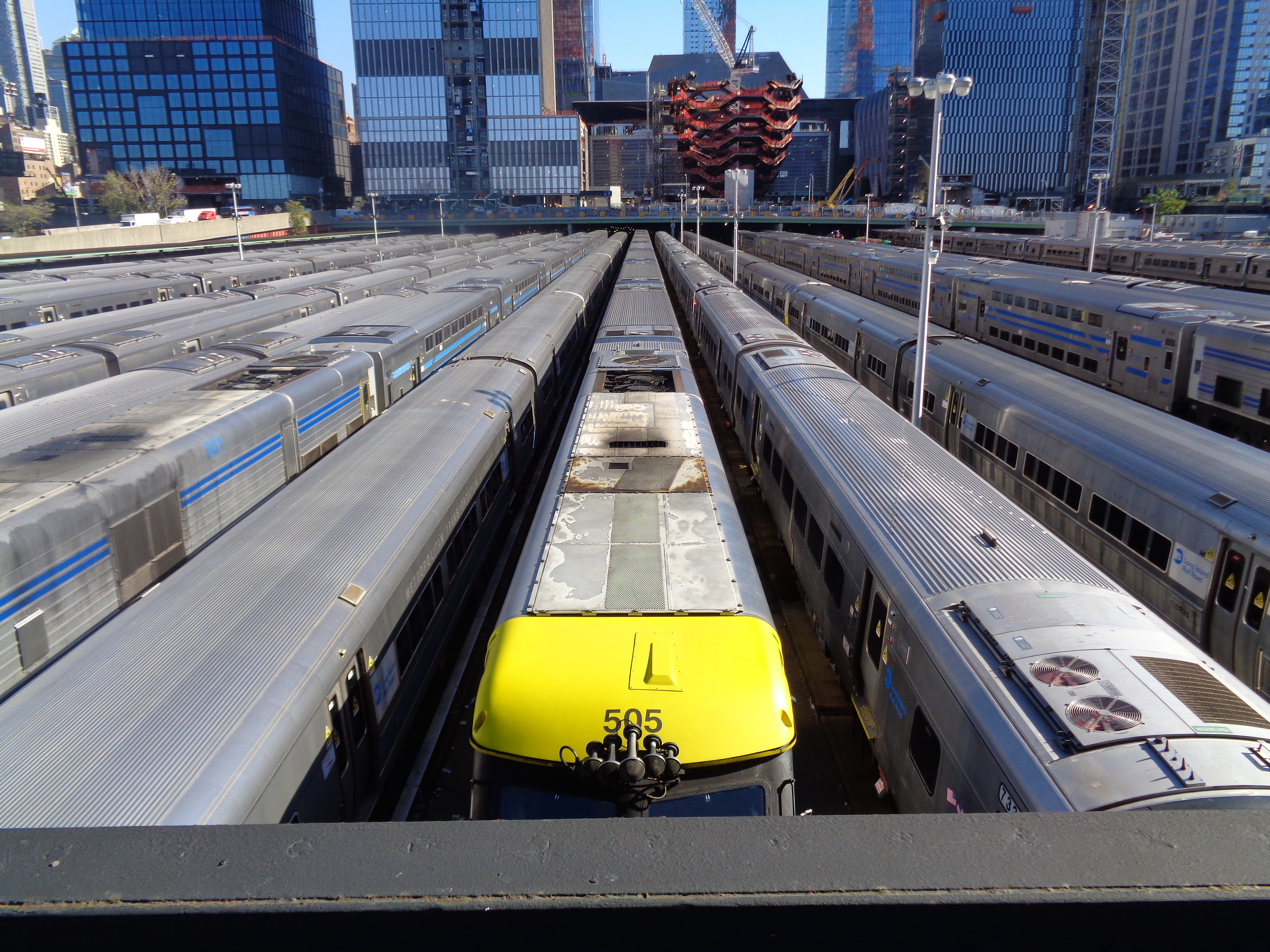
A estrutura próxima aos trens do metrô.

A escultura recebeu elogios e críticas. A Fortune chamou Vessel de "resposta de Manhattan à Torre Eiffel", um sentimento que foi ecoado pela CNN. Elle Decor comparou Vessel a um desenho de MC Escher. O The New York Times disse que a escultura, enquanto uma "escada para lugar nenhum" no sentido utilitário, serviu como um "ponto de exclamação" para o terminal norte do High Line Park. Gothamist o chamou de "uma adição ousada à paisagem da cidade". Vários comentaristas chamaram a estrutura de um Shawarma Gigante.
A presidente do Fundo de Arte Pública, Susan Freedman, gostou das traduções para Vessel, mas chamou de "um salto de fé em termos de escala". Ela disse que pode haver muita pessoas interessadas em visitar o local, especialmente considerando a proximidade da estrutura a High Line.
Outros críticos analisaram o navio negativamente. O crítico de arquitetura do The New York Times, Michael Kimmelman, classificou o exterior de Vessel de "berrante" e criticou Hudson Yards de maneira mais geral como uma "comunidade fechada" que carecia de espaço público real. O Feargus O'Sullivan, da CityLab, chamou Vessel, juntamente com outros inúmeros empreendimentos e projetos arquitetônicos financiados por bilhões de dólares de Heatherwick, de "um monumento vistoso por ser apenas um pouco livre". Alguns o contrastaram negativamente com o Cloud Gate, também conhecido como Bean, no Millennium Park, em Chicago, chamando o então de "pedaço de lixo" e "desagradável". Blair Kamin, do Chicago Tribune, o chamou de "voluntarioso e artificial".

## Galeria

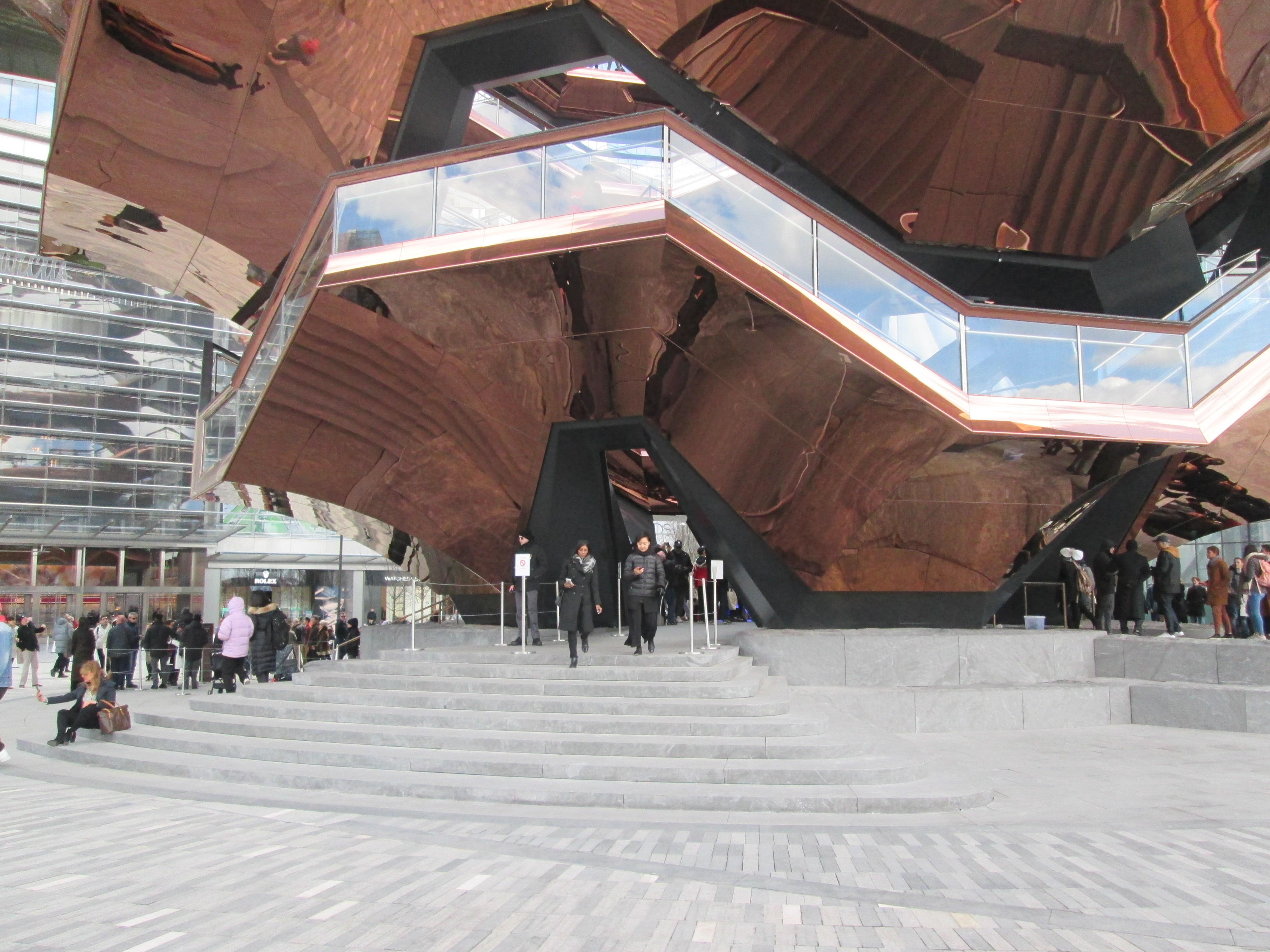
Entrada
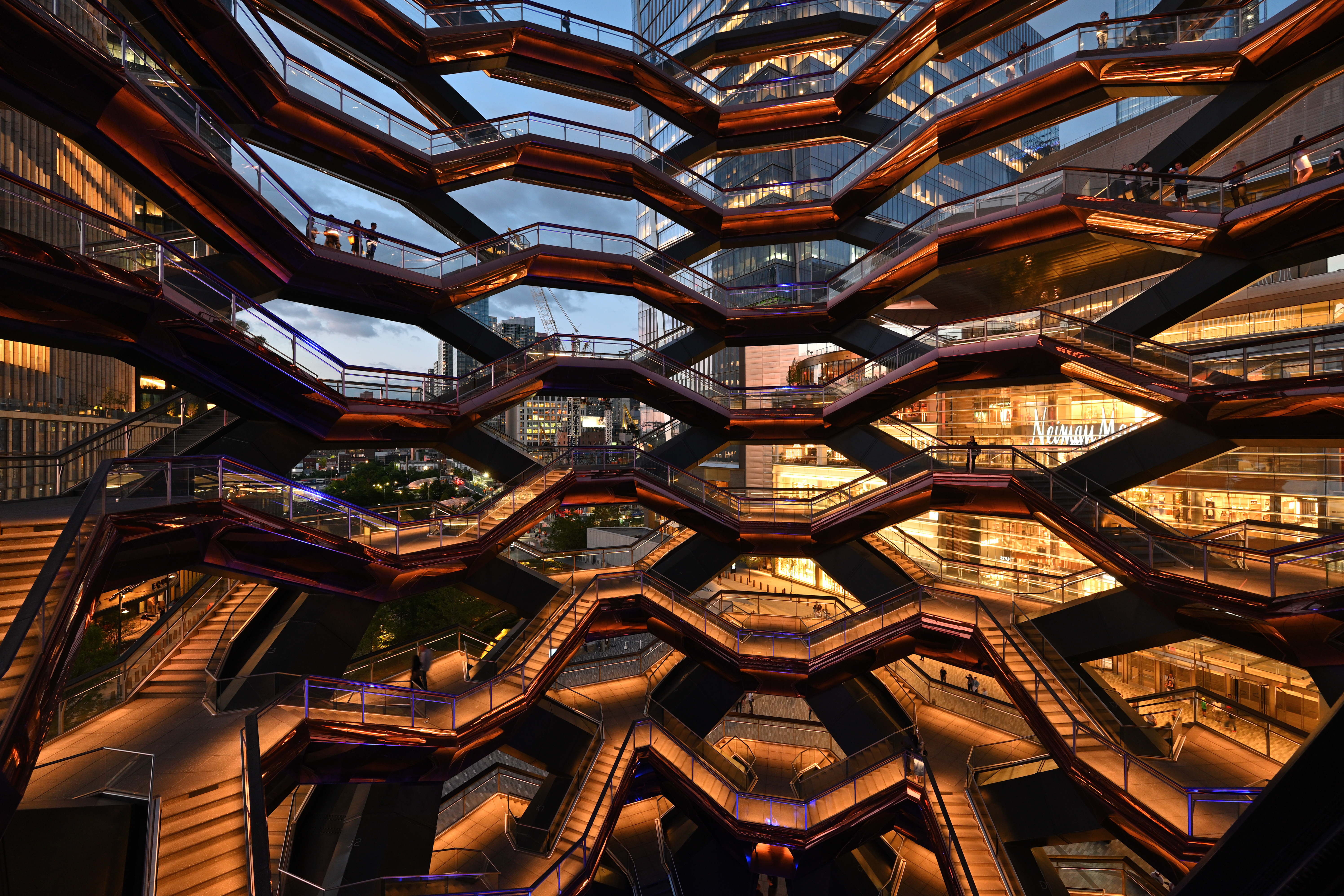
Vista de dentro
Vista de cima
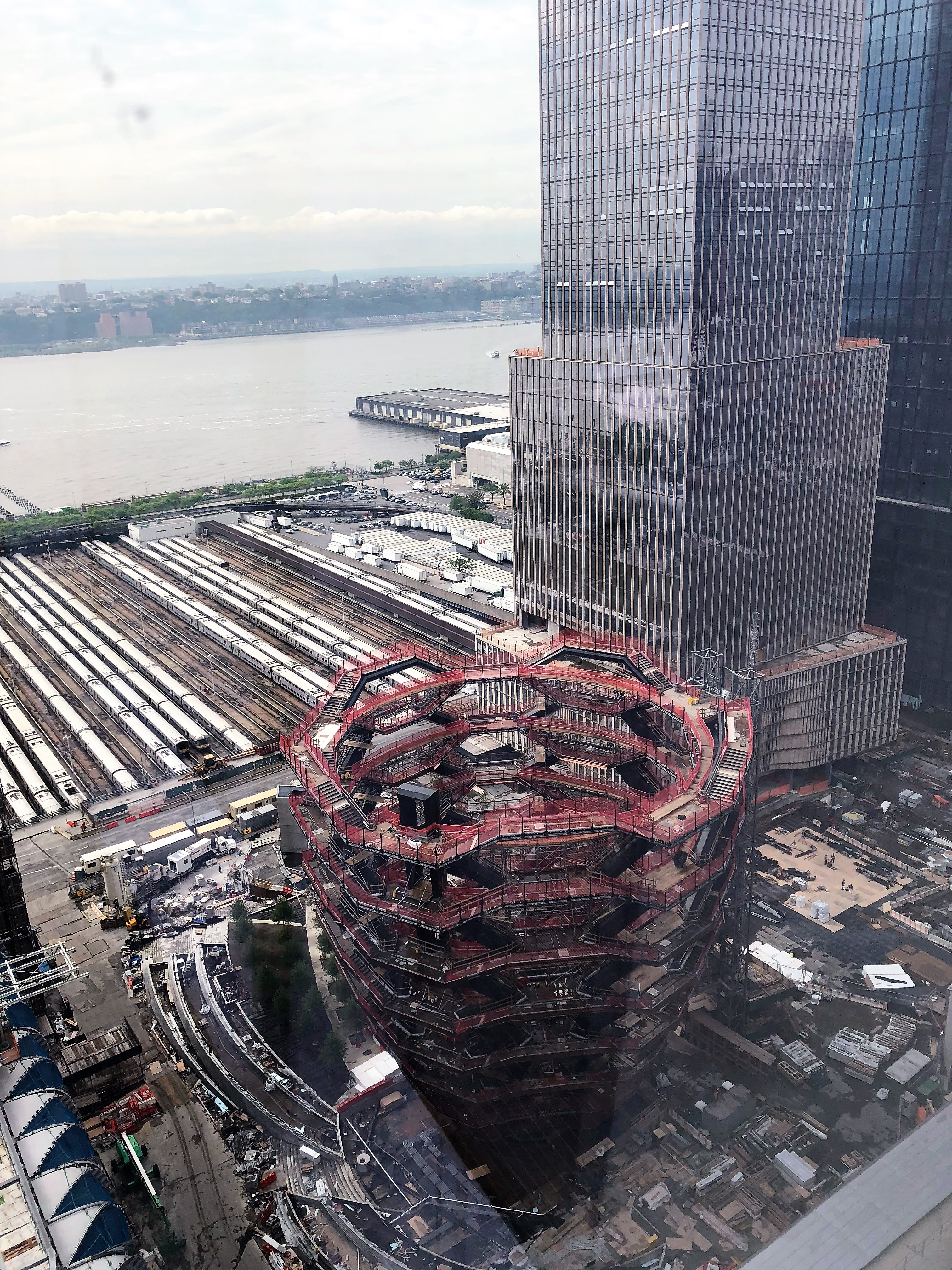
Vista aérea
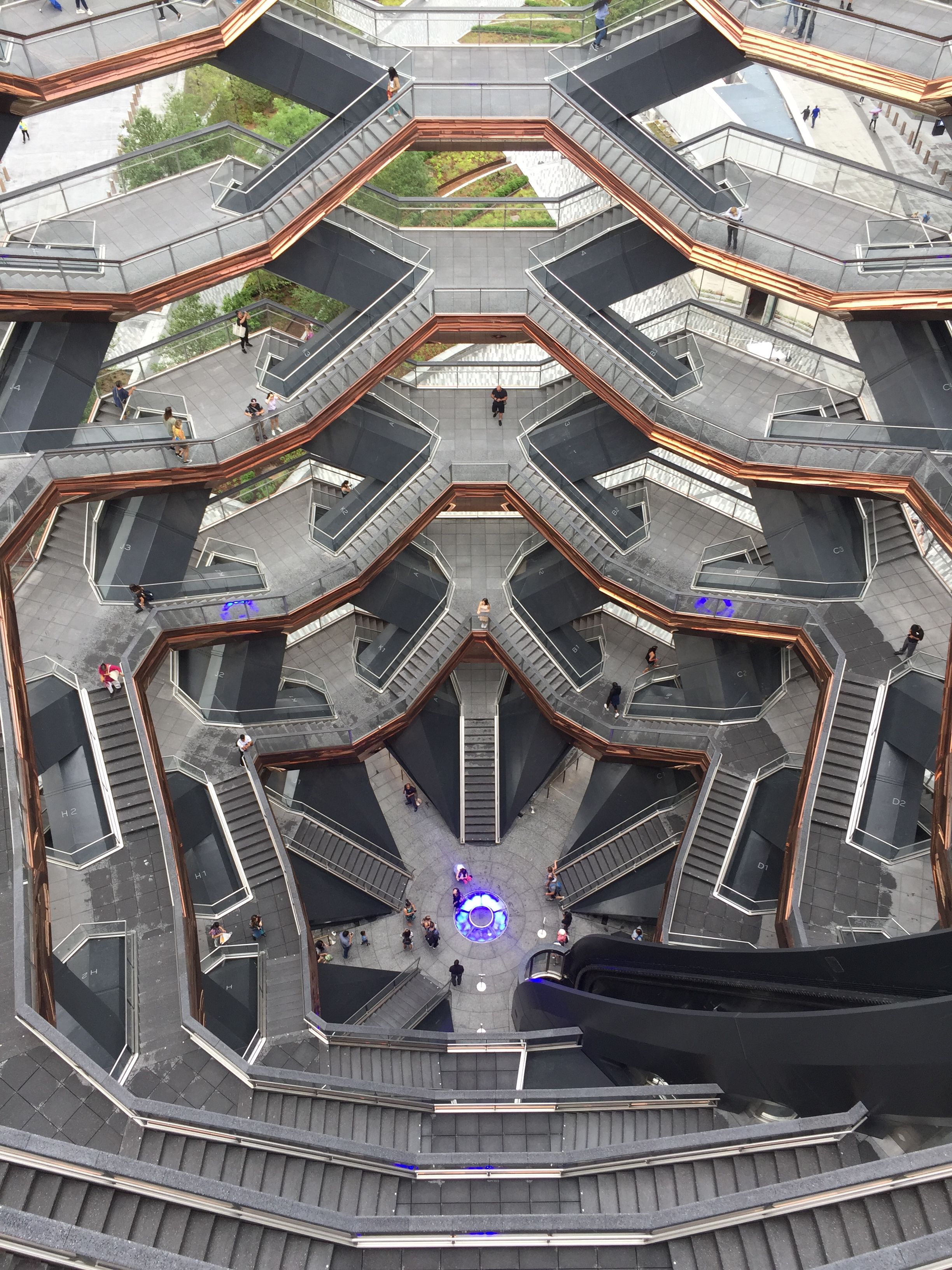
De cima para baixo